# Philonotis calomicra
Philonotis calomicra är en bladmossart som beskrevs av Brotherus in Schumann och Lauterbach 1900. Philonotis calomicra ingår i släktet källmossor, och familjen Bartramiaceae. Inga underarter finns listade i Catalogue of Life.